# Wrinkle (pato)
Wrinkle Five Star (nacido el 9 de septiembre de 2020) es un pato Pekín americano y un animal de apoyo emocional que ganó prominencia en las redes sociales por participar en el maratón de Nueva York. Nacido en Louisville, Kentucky, como el único superviviente de una puesta de seis huevos, Wrinkle es biológicamente macho, pero inicialmente se pensó que era un patito hembra. Los malabaristas de circo Justin Wood y Joyce Kung, los dueños de Wrinkle, todavía usan los pronombres ella para referirse a ella.
Wrinkle vive en la ciudad de Nueva York con Wood y Kung. Compraron seis huevos Pekin americanos en septiembre de 2020, con la intención de criar a los patos como artistas en su programa de variedades. Durante el entrenamiento inicial de Wrinkle, Wood y Kung notaron que era buena corriendo. Se publicó un video de ella corriendo en TikTok el 17 de septiembre, una semana después de que naciera.

## Carrera como corredor
Wrinkle participó en su primer maratón en 2021. Ella no corre la totalidad 26 millas (41,8 km) curso. En 2022, según una estimación, solo completó 50 pies (15,2 m), que incluía varias paradas de agua. Se sabe que Wrinkle camina de 15 a 20 cuadras y ha completado las 1,4 millas (2,3 km) Desfile de Halloween del Bronx. Ella registró un tiempo oficial de 18:08 para el 1 kilómetro (0,6 mi) curso para niños del maratón de Long Island 2022, ganando una medalla y, según los informes, estableciendo el récord mundial de patos para esa distancia. También compitió en el maratón de Nueva York del 2022.
Los patos pueden desarrollar una infección bacteriana conocida como «pie de abejorro» si corren sobre superficies ásperas. Para combatir esto, Wood y Kung construyeron zapatos personalizados para Wrinkle con un material rojo suave.
Wrinkle también pinta, en un estilo que ha sido descrito como similar a «Jackson Pollock pero pintado con pies palmeados».

## Otros ejemplos
Los patos no se usan comúnmente como animales de apoyo emocional, pero Wrinkle no es el único ejemplo conocido. Daniel Turducken Stinkerbutt (Daniel the Duck) es un pato corredor indio empleado para la terapia del TEPT. Jellybean es un pato Cayuga Black que se usa para aliviar la ansiedad social. Bill y Nibbles son dos patos que brindan apoyo emocional a un niño autista.